# Nychiodes bellieraria
Nychiodes bellieraria là một loài bướm đêm trong họ Geometridae.